# Engelsk förgätmigej
Engelsk förgätmigej (Myosotis secunda) är en strävbladig växtart som beskrevs av Al. Murray. Enligt Catalogue of Life ingår Engelsk förgätmigej i släktet förgätmigejer och familjen strävbladiga växter, men enligt Dyntaxa är tillhörigheten istället släktet förgätmigejer och familjen strävbladiga växter. IUCN kategoriserar arten globalt som livskraftig. Arten har ej påträffats i Sverige.

## Underarter
Arten delas in i följande underarter:
- M. s. hirsuta
- M. s. secunda

## Bildgalleri

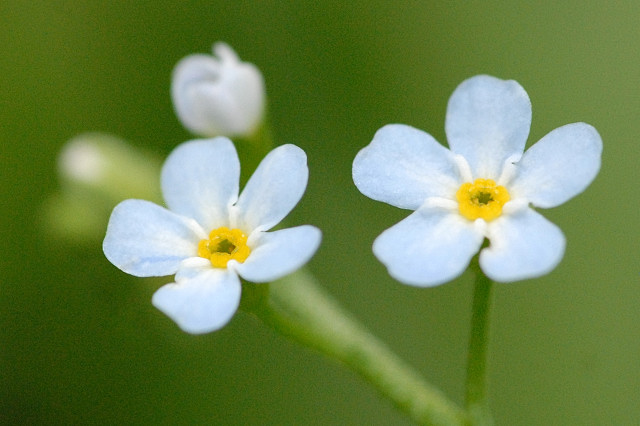